# William Woodthorpe Tarn
Sir William Woodthorpe Tarn (* 26. Februar 1869 in London; † 7. November 1957 in Muirtown) war ein britischer Althistoriker, der insbesondere mit Forschungen zum Hellenismus hervorgetreten ist.
William Woodthorpe Tarn besuchte von 1882 bis 1888 das Eton College. Es folgte bis 1892 ein Studium insbesondere der griechischen Philosophie bei Henry Jackson am Trinity College der University of Cambridge. Nach dem Studium schloss sich eine Berufsausbildung an und 1894 bis 1905 wirkte Tarn als Anwalt in London. Aufgrund gesundheitlicher Probleme beendete er die berufliche Tätigkeit und ging als Privatgelehrter nach Schottland. 1913 veröffentlichte er seine erste aus seinen Studien resultierende Arbeit, eine seinem Lehrer Jackson gewidmete Biografie des Antigonos II. Gonatas. Während des Ersten Weltkrieges arbeitete Tarn für das War Office in London. Nach dem Krieg kehrte er nach Muirtown zurück. 1919 veröffentlichte er erfolgreich ein Märchen. Als Althistoriker trug er zu mehreren Bänden der The Cambridge Ancient History bei. Diese Arbeiten führten auch zu einer intensiveren Beschäftigung mit Alexander dem Großen. Ende der 1920er Jahre wurde Tarn Lee Knowles Lecturer am Trinity College, dessen Honory Fellow er 1939 wurde.
1948 erschien Tarns Hauptwerk, eine zweibändige Alexander-Biografie, die ihn einerseits laut A. Brian Bosworth zum most famous name in English scholarship on Alexander (zum „berühmtesten Namen in der britischen Alexander-Forschung“) machte, die aber auch Widerspruch hervorrief. Tarn bewertete Alexander überaus positiv und schrieb ihm große zivilisatorische Leistungen und menschheitsvereinende Ziele („the unity of mankind“) zu, was unter anderem den scharfen Widerspruch von Ernst Badian, Hermann Bengtson und Fritz Schachermeyr hervorrief. Auch eine weitere, ebenfalls sehr meinungsfreudige Monografie über die hellenistische Zeit war einflussreich und weit verbreitet. Sie erfuhr mehrere jeweils ergänzte Neuauflagen, zuletzt 1952. Seine Forschungen zu Baktrien und Indien eröffneten der Alten Geschichte sogar neue Regionen. Tarn wurde 1928 Mitglied der British Academy und 1952 in den persönlichen Ritterstand erhoben. Er war seit 1946 auswärtiges Mitglied der Koninklijke Nederlandse Akademie van Wetenschappen und seit 1947 der American Philosophical Society sowie korrespondierendes Mitglied des Deutschen Archäologischen Instituts.

## Schriften
- Die Kultur der hellenistischen Welt. Wissenschaftliche Buchgesellschaft, Darmstadt 1966.
- mit Martin P. Charlesworth: Octavian, Antonius und Kleopatra. Callwey, München 1967.
- Alexander der Große. 2 Bände, Wissenschaftliche Buchgesellschaft, Darmstadt 1968.
- The Greeks in Bactria & India. Cambridge, Cambridge University Press, 1938